# Walerij Sokolow
Walerij Sokolow (ukrainisch Вале́рій Соколо́в, in englischer Schreibung Valeriy Sokolov; * 22. September 1986 in Charkiw, Ukrainische SSR) ist ein ukrainischer Violinist.

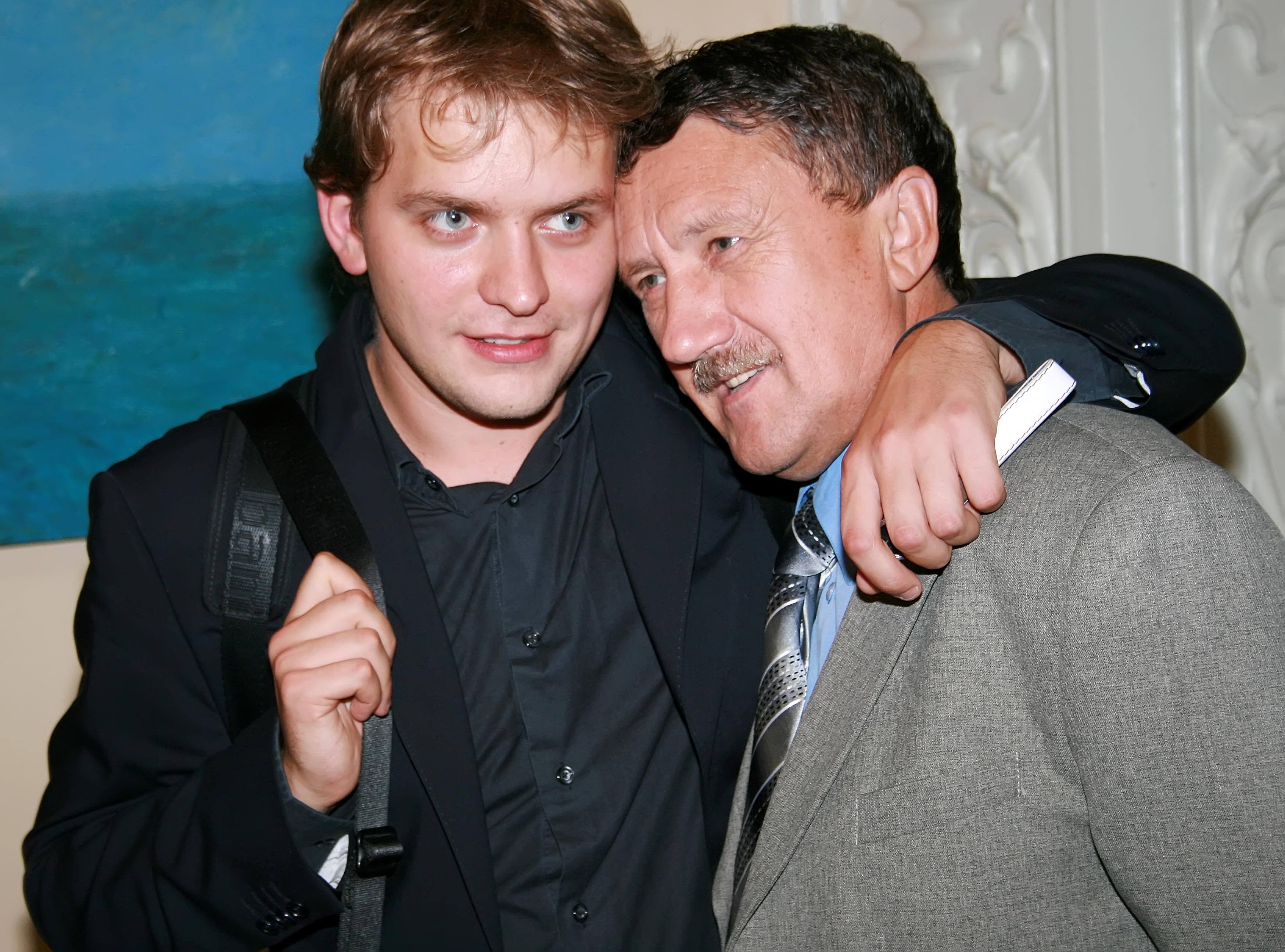
Walerij Sokolow (links) 2010

## Leben
Mit fünf Jahren begann er mit dem Spiel auf der Violine und gab bereits mit elf Jahren seinen ersten Auftritt mit dem 5. Konzert von Henri Vieuxtemps und als Zugabe eine Sonate von Eugène Ysaÿe. Er bekam 1999 im Internationalen Sarasate-Wettbewerb ein Stipendium für die Yehudi-Menuhin-Schule in England, wo er Schüler von Natalja Bojarskaja wurde. Er gewann 2005 den internationalen George-Enescu-Preis. Zudem wurden ihm der Preis der Enescu Foundation und die Auszeichnung für die beste Ausführung der dritten Sonate von Enescu verliehen.
Daraufhin kam er in Meisterklassen von Mstislaw Rostropowitsch, Zvi Zeitlin und Dora Schwarzberg. Er nahm ebenso am Menuhin-Festival in Gstaad teil.
Sokolow gastierte bei dem Philharmonia Orchestra, Chamber Orchestra of Europe, Cleveland Orchestra, BBC Symphony Orchestra, Tonhalle Orchester Zürich, Rotterdam Philharmonic, City of Birmingham Symphony Orchestra, Tokyo Symphony, Seoul Philharmonic, Orchestre de Paris, Oslo Philharmonic, Berlin Konzerthausorchester, Royal Philharmonic Orchestra, Shanghai Symphony Orchestra und dem New Japan Philharmonic Orchestra.
In der Saison 2023/24 kehrte Sokolow zur NDR Radiophilharmonie Hannover unter der Leitung von Stanislav Kochanovsky für Bartoks 2. Violinkonzert zurück, zum Orchestre Philharmonique de Monte-Carlo unter der Leitung von Eivind Gullberg für Sibelius‘ Violinkonzert und zum Borusan Istanbul Philharmonic Orchestra unter der Leitung von Guer Aykal für Prokofjews 2. Violinkonzert.
Bruno Monsaingeon produzierte im Jahr 2006 einem Film über Sokolow mit dem Titel „Der Geiger der Seele“.
2023 gab er mit Keri-Lynn Wilson und dem Ukrainian Freedom Orchestra ein Konzert in der Elbphilharmonie.